# Первомайск (Лоевский район)
Первома́йск (бел. Першамайск) (до 30 января 1938 года Поповка) — деревня в Страдубском сельсовете Лоевского района Гомельской области Беларуси.

## География

### Расположение
В 12 км на север от Лоева, 51 км от железнодорожной станции Речица (на линии Гомель — Калинковичи), в 68 км от Гомеля.

### Гидрография
На западе граничит с озером Поповское, на севере и юге мелиоративные каналы.

## Транспортная сеть
Транспортные связи по просёлочной, затем автомобильной дороге Лоев — Речица. Планировка состоит из дугообразной улицы, близкой к широтной ориентации. Застройка редкая, деревянная, усадебного типа.

## История
Обнаруженное археологами городище (в 2 км на юг от деревни, в урочище Локоть) свидетельствует о заселении этих мест с давних времён. По письменным источникам известна с XVIII века как деревня в Речицком повете Минского воеводства Великого княжества Литовского. После 1-го раздела Речи Посполитой (1772 год) в составе Российской империи. В 1788 году в Белицком уезде Могилёвской губернии. В 1816 году в Хоминской экономии Гомельского поместья графа П. А. Румянцева-Задунайского. С 1834 года во владении князя И. Ф. Паскевича. Согласно переписи 1897 года действовали хлебозапасный магазин, трактир. В 1909 году 1144 десятины земли, школа, мельница, в Дятловичской волости Гомельского уезда Могилёвской губернии.
В 1926 году работали 4-летняя школа, почтовый пункт. С 8 декабря 1926 года до 4 июля 1967 года центр Поповского (с 30 января 1938 года Первомайского) сельсовета Дятловичского, с 4 августа 1927 года Лоевского, с 25 декабря 1962 года Речицкого, с 30 июля 1966 года Лоевского районов Гомельского (до 26 июля 1930 года) округа, с 20 февраля 1938 года Гомельской области.
В 1930 году организован колхоз. Во время Великой Отечественной войны оккупанты в 1943 году сожгли 63 двора и убили 4 жителей. Согласно переписи 1959 года в составе совхоза Днепровский (центр — деревня Переделка). Располагались клуб, фельдшерско-акушерский пункт.
До 31 декабря 2009 года в составе Переделковского сельсовета.

## Население

### Численность
- 1999 год — 39 хозяйств, 68 жителей.

### Динамика
- 1788 год — 217 жителей.
- 1816 год — 31 двор.
- 1897 год — 94 двора, 673 жителя (согласно переписи).
- 1909 год — 100 дворов, 725 жителей.
- 1926 год — 165 дворов, 922 жителя.
- 1959 год — 231 житель (согласно переписи).
- 1999 год — 39 хозяйств, 68 жителей.